# IEEE 802.4
IEEE 802.4（あいとりぷるいーはちまるにてんよん）は、媒体アクセス制御(MAC)にトークン・パッシング・バス方式を使用するLANの仕様検討の為、IEEE 802.3ワーキング・グループに設置されたタスクフォース。既に解散している。
トークン・パッシング・バス方式とは、トークン・パッシング方式の内、バス型トポロジーを使用するものを指す言葉。